# Nhà thờ chính tòa Canterbury
Nhà thờ chính tòa Canterbury là một trong những công trình Kitô giáo lâu đời và nổi tiếng nhất tại Anh và là một phần của một Di sản thế giới, tọa lạc tại Canterbury, Kent. Với tên chính thức là Nhà thờ chính tòa và Nhà thờ tổng giáo chủ Đấng Christ tại Canterbury, đây là nhà thờ chính tòa của Tổng giám mục Canterbury, lãnh đạo của Giáo hội Anh, đồng thời là nhà lãnh đạo tinh thần của Khối hiệp thông Anh giáo; vị tổng giám mục do các vai trò quốc gia và quốc tế của mình nên ủy thác các trách vụ của giám mục chính tòa cho Giám mục Dover.
Có nền tảng từ năm 597, nhà thờ chính tòa được xây dựng lại hoàn toàn từ năm 1070 tới 1077. Phần phía đông được mở rộng đáng kể từ đầu thế kỷ 12 và xây lại theo kiến trúc Gothic sau khi xảy ra trận hỏa hoạn năm 1174, chứa được lượng lớn người hành hương tới viếng đền Thánh Thomas Becket, vị tổng giám mục bị giết ngay tại nhà thờ vào năm 1170. Gian giữa và cánh ngang kiểu Norman được duy trì cho tới cuối thế kỷ 14 và được thay thế bằng cấu trúc như ngày nay.
Trước cuộc Cải cách Kháng nghị Anh Quốc, ngôi vương cung thánh đường có tên là Nhà thờ Đức Kitô, Canterbury, vừa là bộ phận của một cộng đoàn tu sĩ Dòng Biển Đức, vừa là nhà thờ chính tòa của tổng giáo phận Canterbury.

## Hình ảnh

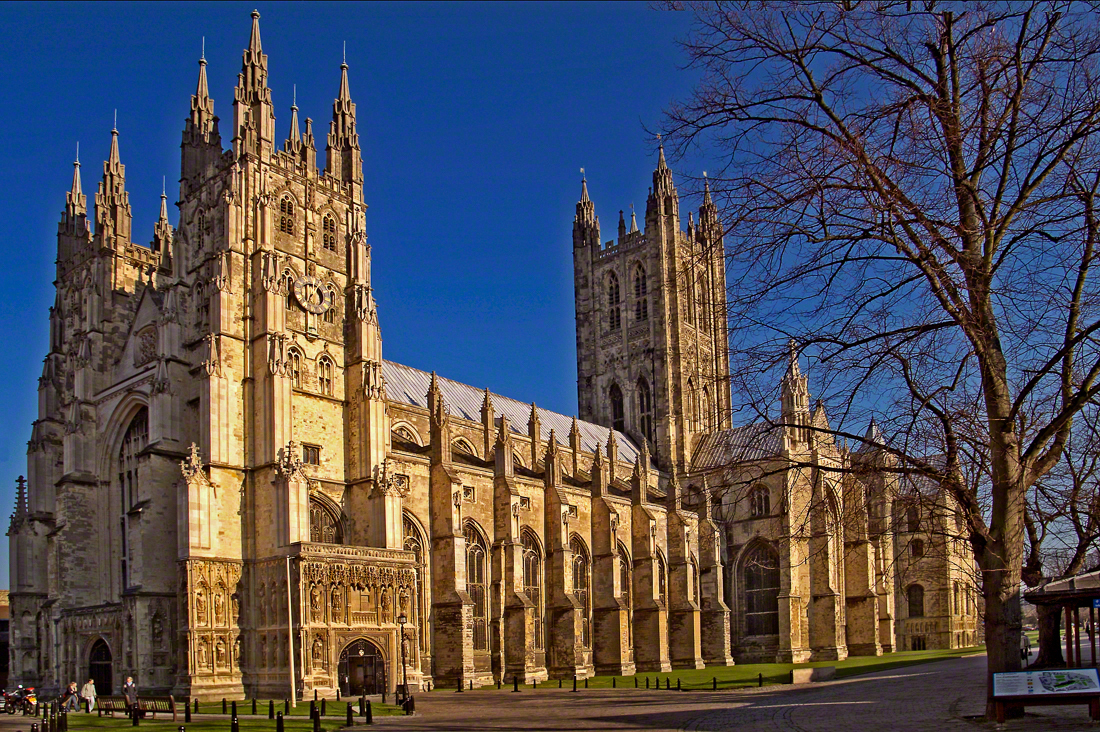
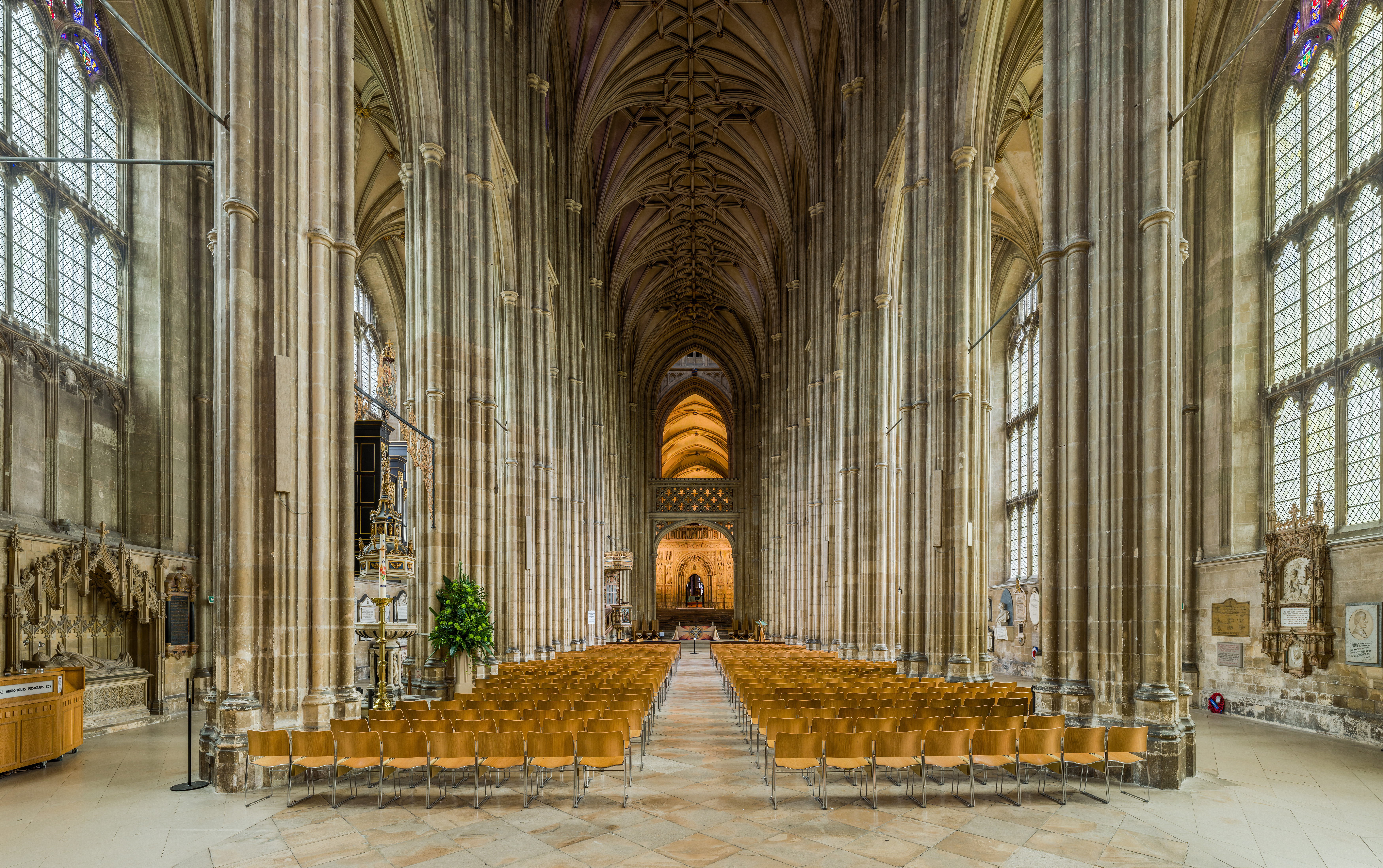
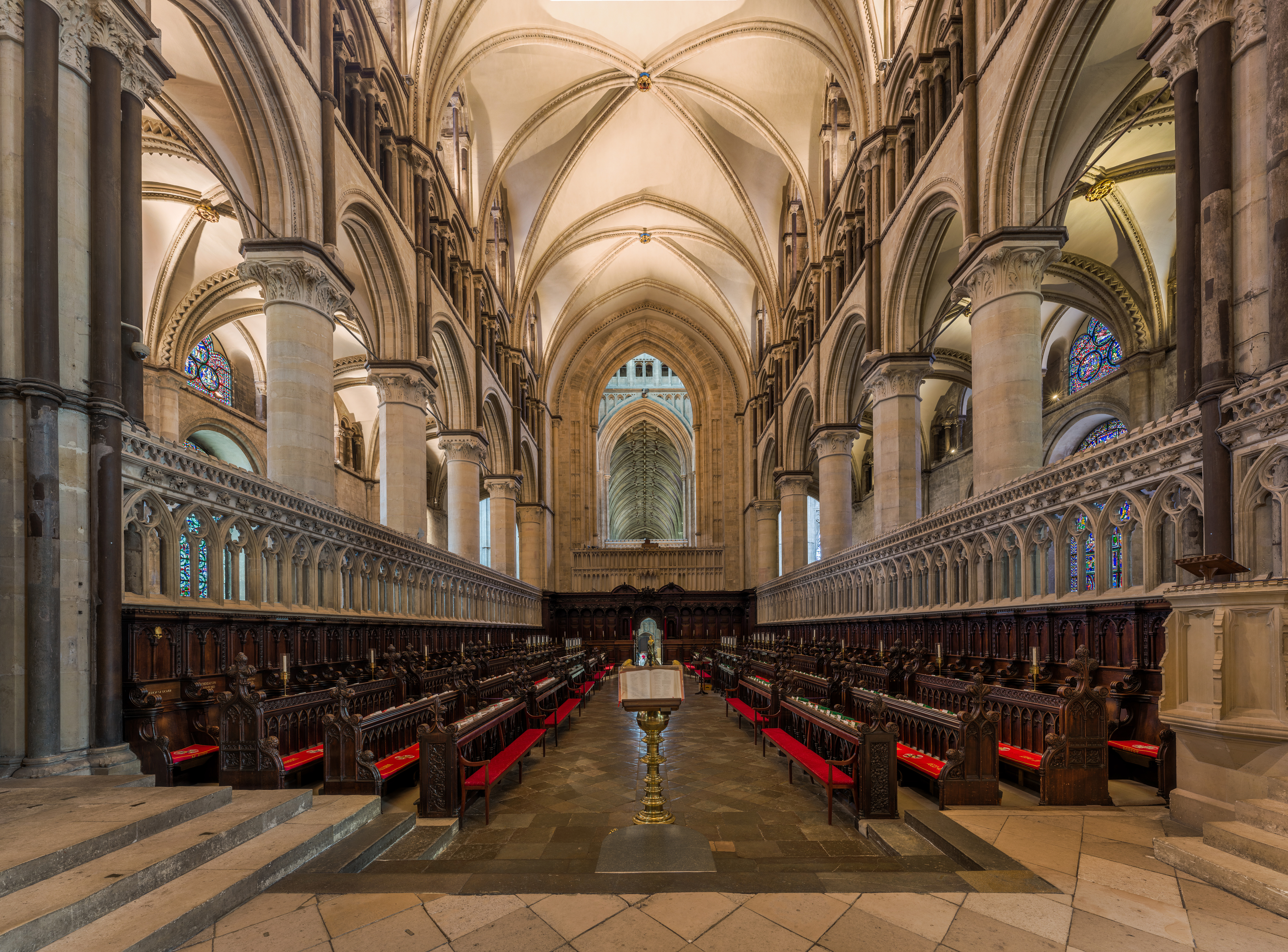
Vị trí ca đoàn
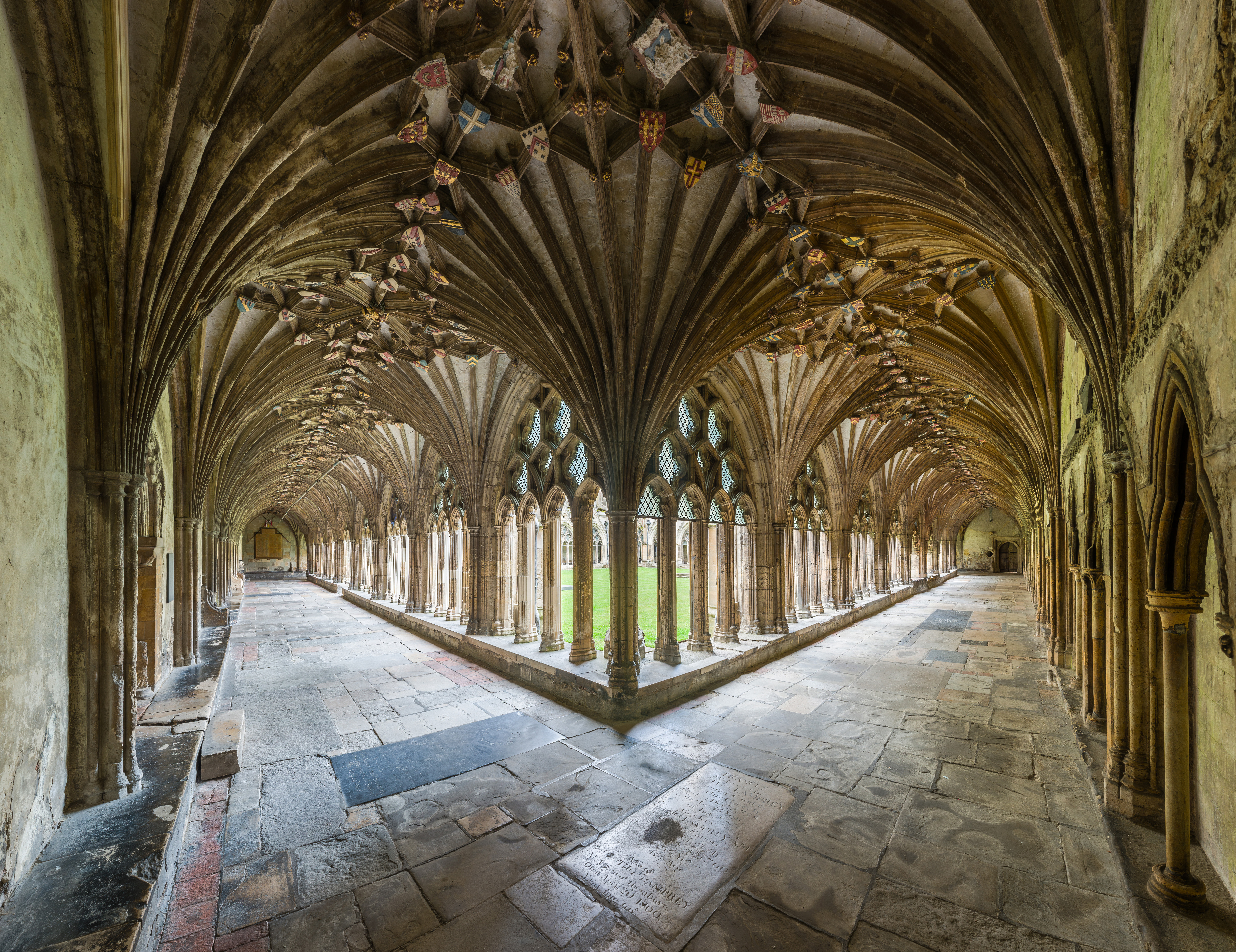
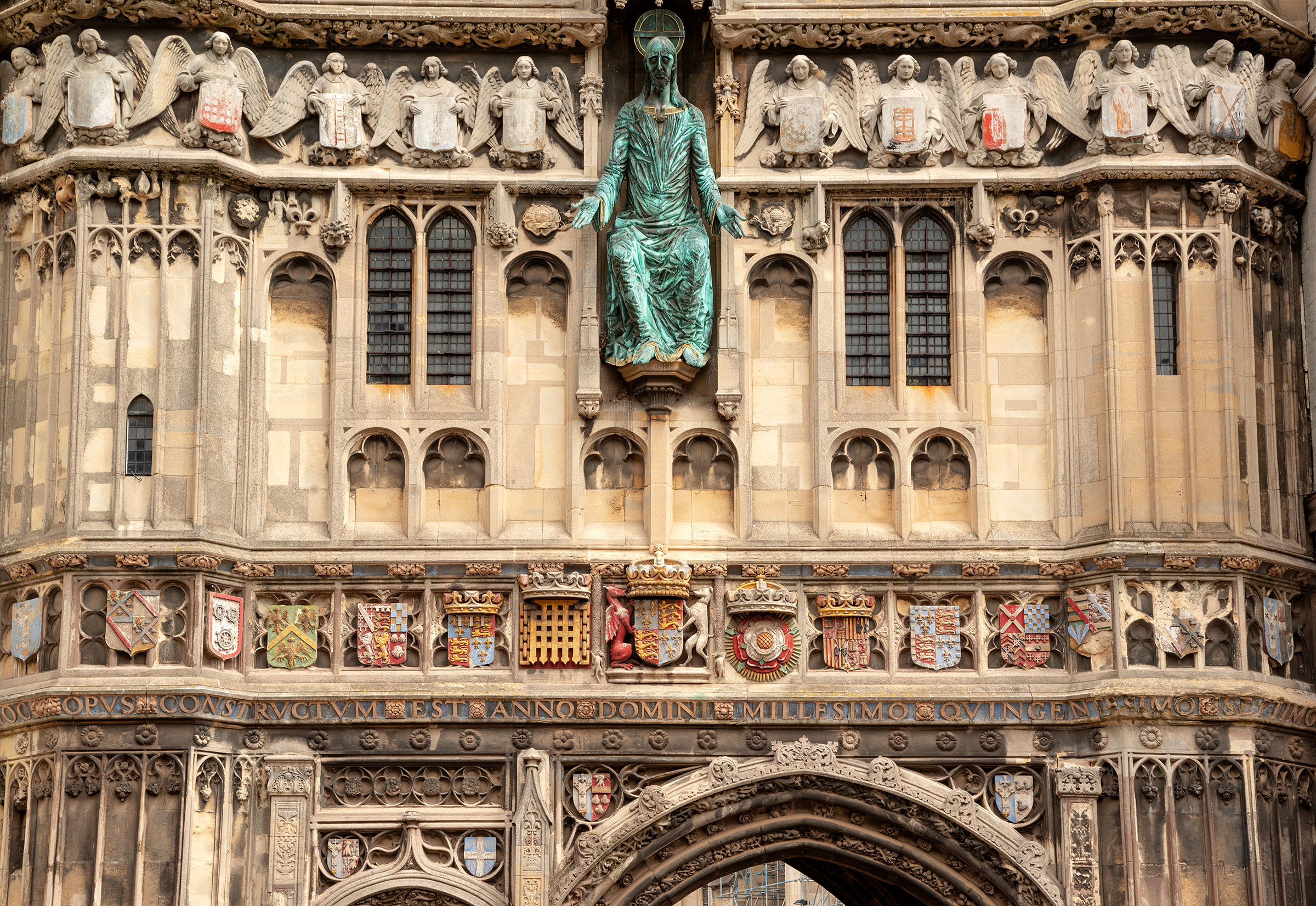
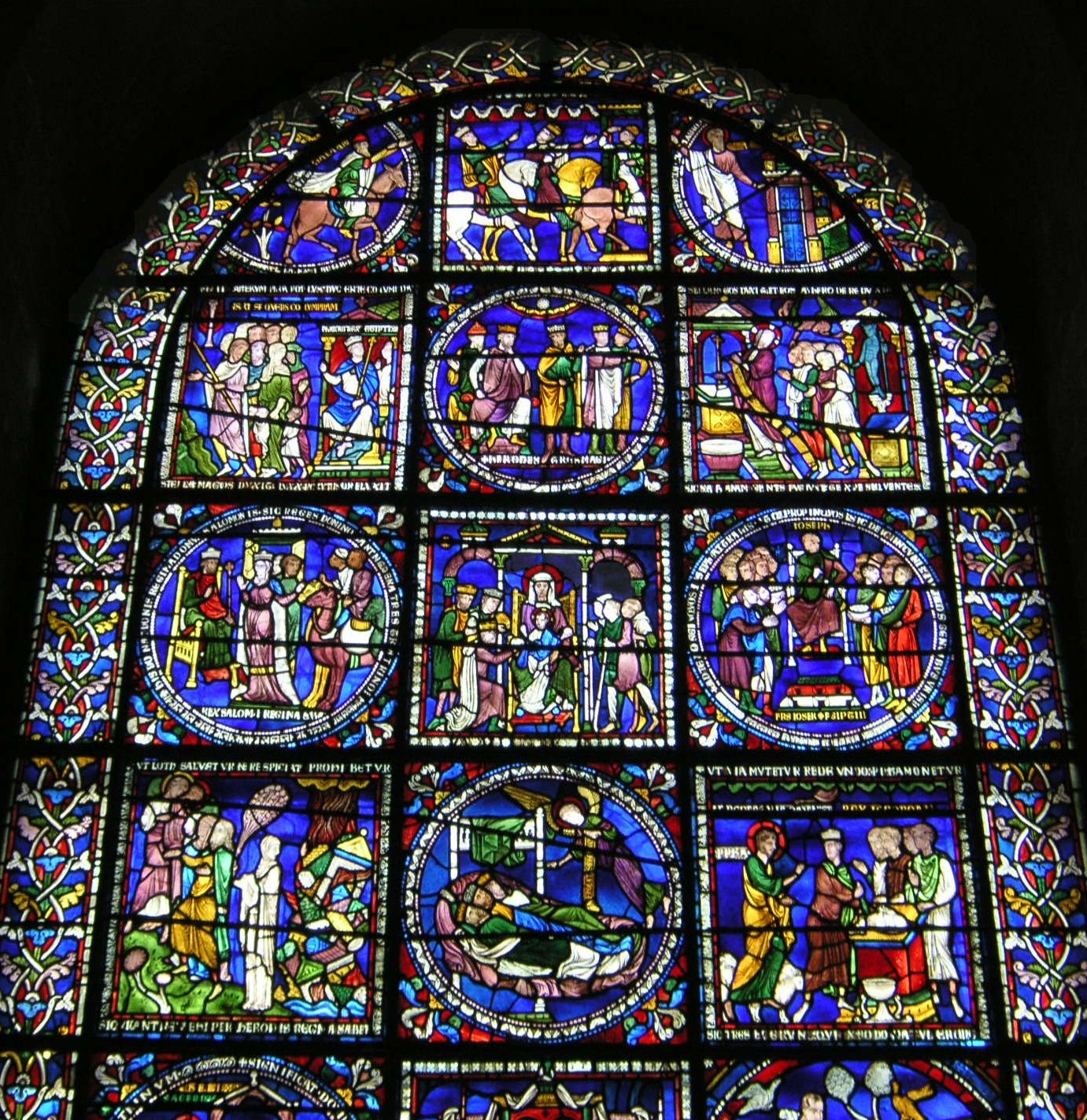
Cửa kính màu ghép
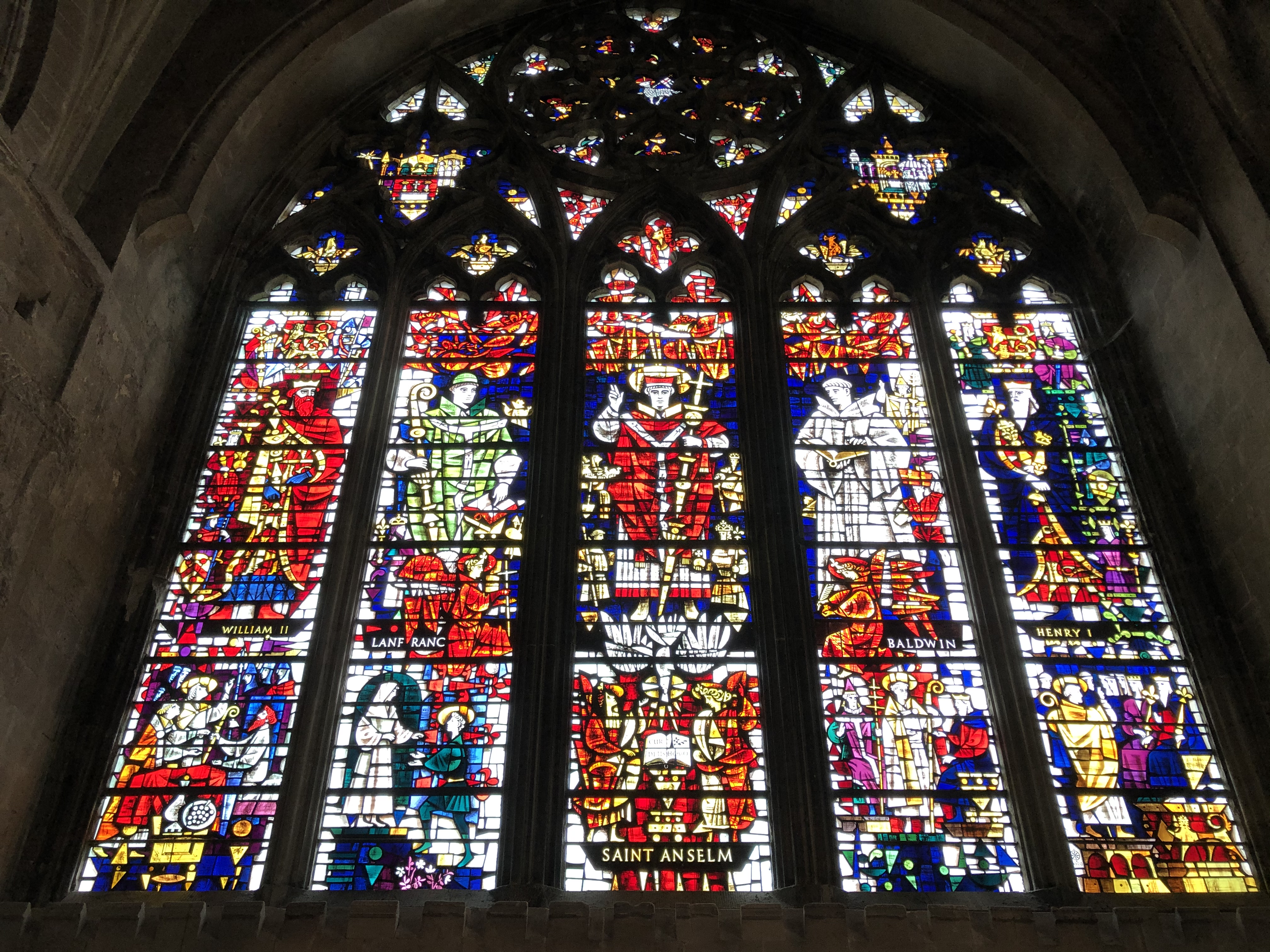
Cửa kính màu
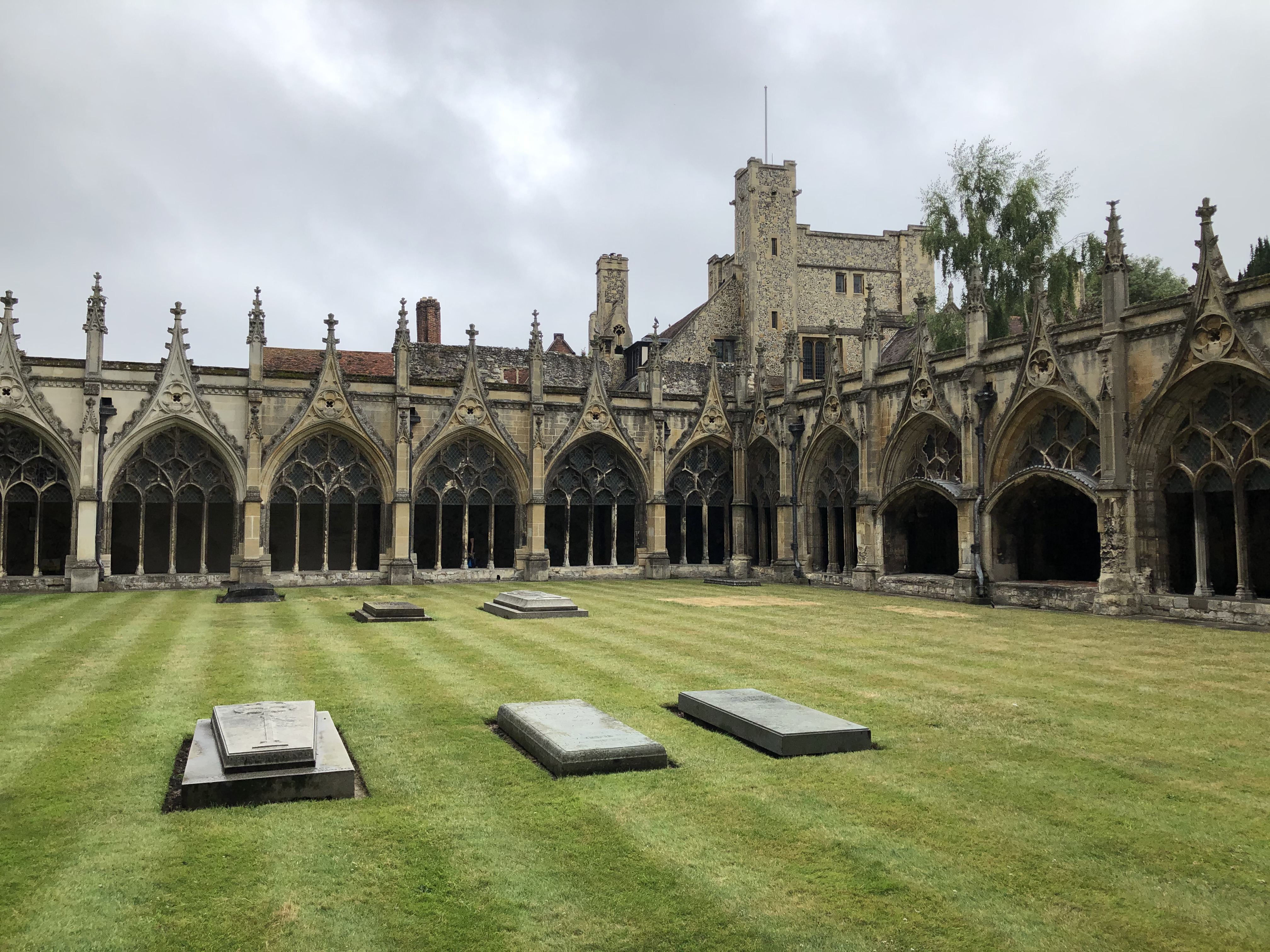